# Ambrief
Ambrief é uma comuna francesa na região administrativa de Altos da França, no departamento Aisne. Estende-se por uma área de 4,50 km². Em 2010 a comuna tinha 70 habitantes (densidade: 15,6 hab./km²).